# SpadFS
SpadFS - це експериментальна файлова система для  Ядра Linux розроблена Мікулашем Паточкою (Mikuláš Patočka). SpadFS перший раз було презентовано в кінці 2006 року, остання версія (0.9.14) вийшла в березні 2013 року. "Spad" - це вигадана Паточкою абревіатура  чеською мовою Systém pro Psychopaty A Debily (Система для психопатів та дебілів).
SpadFS використовує врахування аварій для вирішення проблем консистентності. Файлова система також використовує розширене хешування замість структур, заснованих на B-дереві. SpadFS також відрізняється від традиційних файлових систем зберіганням inode разом із записами їх каталогу.
Згідно з докторською дисертацією Паточки, файлова система тестувалася на пошуковому рушії з 1Тб RAID-масивом.